# BK Dinamo Tbilisi
Dinamo Tbilisi BK (georgiska: საკალათბურთო კლუბი დინამო თბილისი, Sakalatburti klubi Dinamo Tbilisi) är Dinamo Tbilisis professionella basketklubb. Klubben tävlar i georgiska superligan. 
Basketklubben bildades år 1934, vilket gör klubben till en av de äldsta inom forna Sovjetunionen. Klubben har vunnit flera titlar sedan dess bildande, bland annat Euroleague 1962.

## Meriter

### Sovjet (1934-1991)
- Vinnare av Euroleague, 1962
- Finalist i Euroleague, 1960
- Finalist i europeiska cupvinnarcupen, 1969
- Sovjetiska mästare, 1950, 1953, 1954, 1968
- Vinnare av sovjetiska cupen, 1949, 1950, 1969, okänt årtal

### Georgien (1991-)
- Vinnare av georgiska superligan, 1991, 2003
- Vinnare av georgiska basketcupen, 2004